# حوت أومورا
حوت أومورا Omura's whale أو الحوت ذو الزعنفة القزمية (Balaenoptera omurai)، هو أحد أنواع الهراكلة (الحيتان الضخمة) التي لا يعرف عنها إلا القليل. قبل وصفه رسمياً، كان يشار إليه على أنه صغير، «قزم» عن حوت بريدي من قبل مراجع مختلفة.
ورد الوصفي العلمي لهذا الحوت في في مجلة نيتشر عام 2003 من قبل ثلاث علماء يابانيين. قاموا بتحديد وجود هذا النوع من الحيتان بتحليل الموروفولوجيا ودنا متقدرة لتسعة أفراد - ثمانية حصلت عليهم سفينة أبحاث يابانية في أواخر السبعينيات في المحيط الهندي-الهادي وأنثى بالغة تم أسرها عام 1998 من تسنوشينما، جزيرة في بحر اليابان.